# 阪食

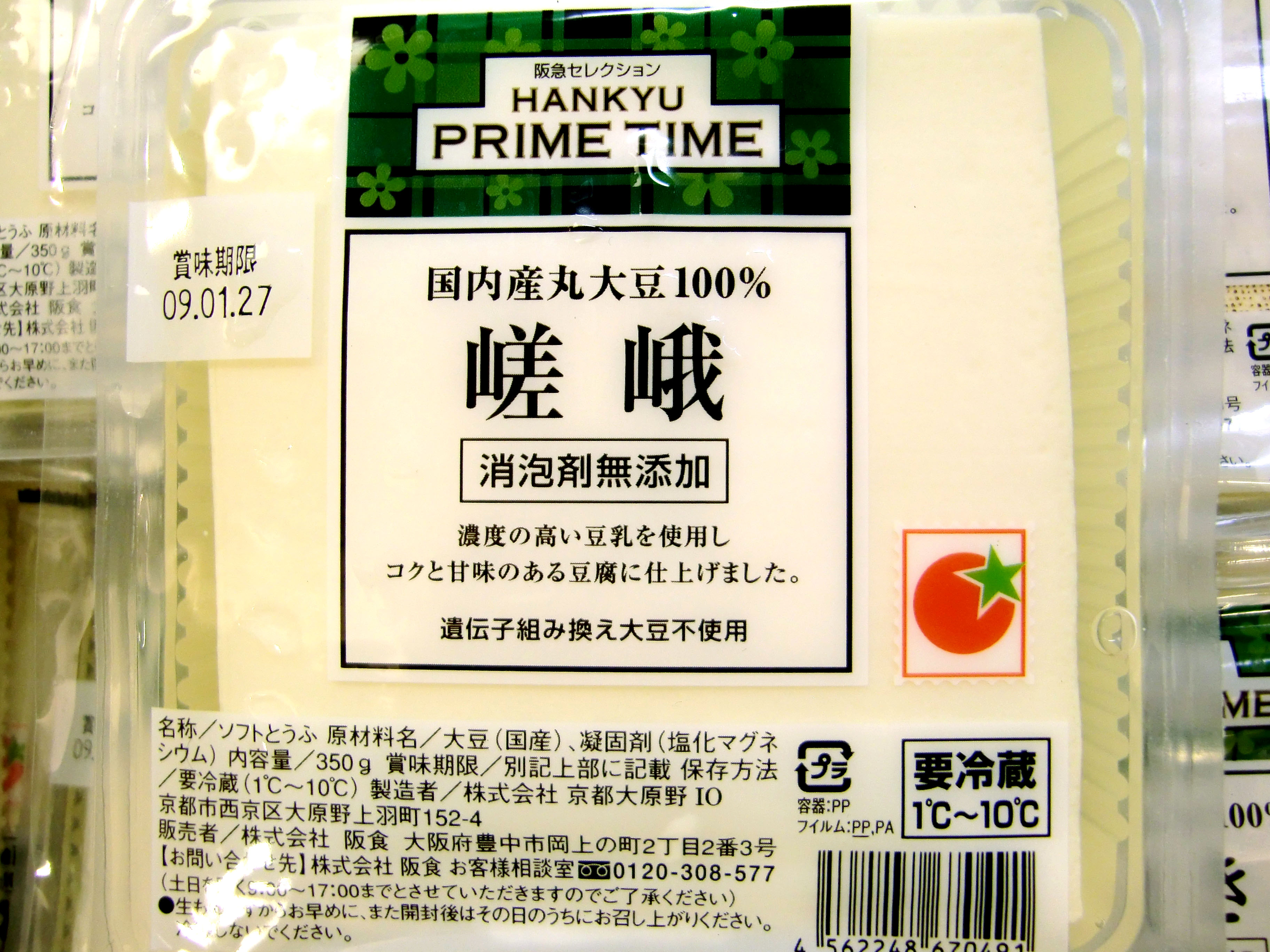
PB商品「阪急プライムタイム」

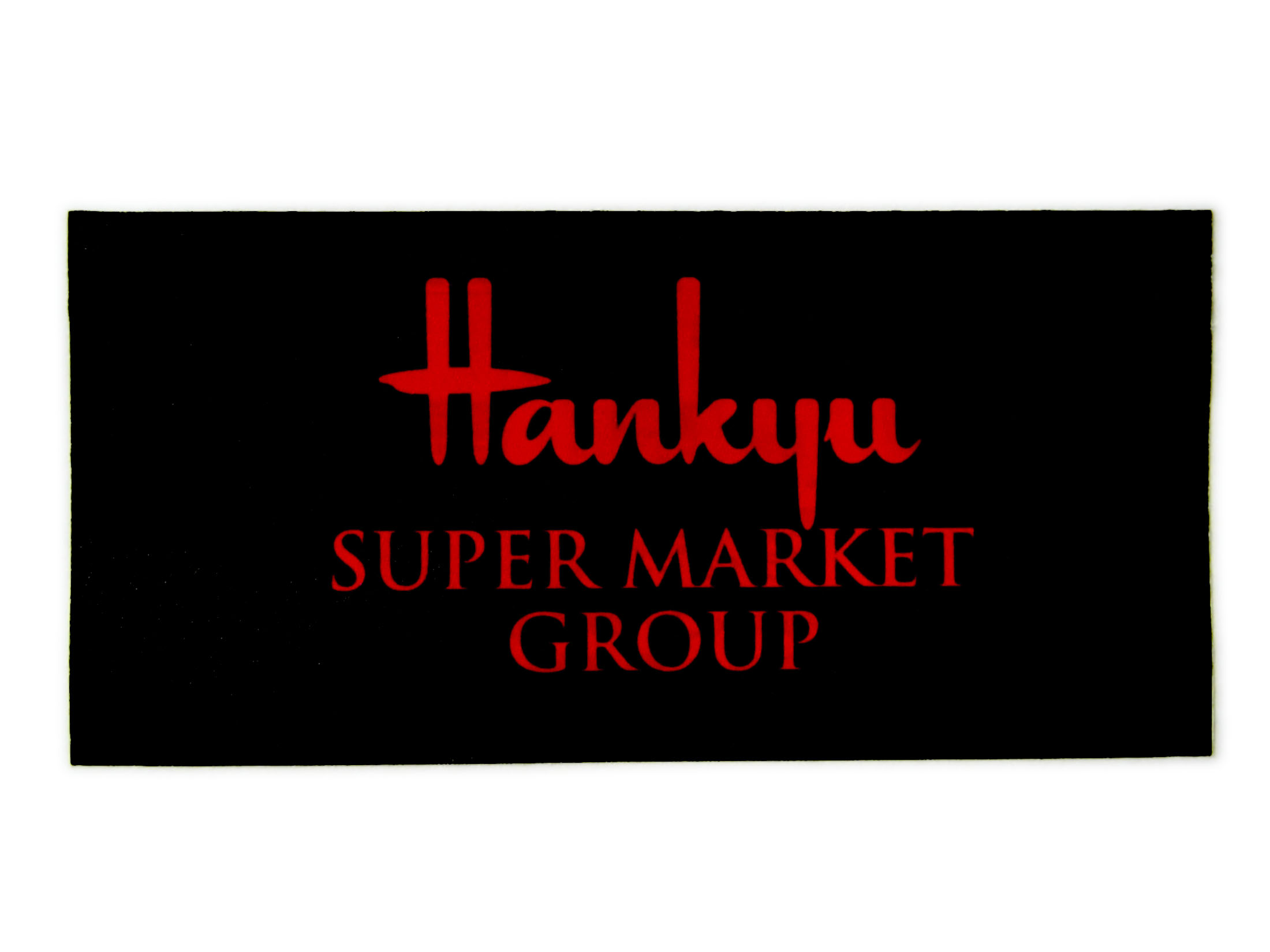
2009年導入の「阪急百貨店スーパーマーケットグループ」のCI（阪急オアシス茨木駅前店）」

株式会社阪食（はんしょく、英: HANSHOKU Co.,LTD）は、かつて存在したエイチ・ツー・オー リテイリンググループのスーパーマーケットの経営及び食品製造や販売を行う企業群の統括や事業活動の管理を行っていた企業。
2016年（平成28年）6月1日に、持株会社としての機能は株式会社エイチ・ツー・オー食品グループに会社分割し、スーパーマーケット経営を主とする企業となり、株式会社阪急オアシス（2代目）に商号変更した。

## 歴史・概要

### 持株会社としての設立
2006年（平成18年）3月27日に発表し、同年6月に譲渡契約を締結した医療機器大手のニプロの全額出資子会社で食品スーパーマーケット「ニッショーストア」を手がけるニッショーの買収で、阪急百貨店の食品スーパー部門の売上高は約900億円とほぼ倍増することになった。
こうした経営統合に対応してグループ内の事業を整理・効率化することを狙ったで食品事業グループを統括する中間持ち株会社として2006年（平成18年）9月1日に阪急百貨店（現：エイチ・ツー・オー リテイリング）が83.7％、阪急食品工業が16.3％出資して設立され、
阪急オアシスと阪急ファミリーストアと阪急ニッショーストアの食品スーパー3社、阪急デリカと阪急フーズ、阪急ベーカリー、豆狸の食品製造会社4社と阪急フレッシュエールを計8社を完全子会社とする純粋持株会社としてスタートした。
なお、阪急食品工業については、2006年（平成18年）6月に阪急デリカ、阪急フーズ、豆狸に事業を新設分割して以後は休眠会社だったが、2008年（平成20年）3月31日にエイチ・ツー・オー リテイリングが吸収合併している。
統合後は買収により傘下入りした阪急ニッショーストアの一体化を進め、その一環として2006年（平成18年）8月10日に京阪電鉄沿線に阪急オアシスとしては初出店した阪急オアシス枚方出口店をグループ化した阪急ニッショーストアが近隣に展開する阪急ニッショーストア寝屋川店・くずは店と共に同一エリアに展開する店舗としてドミナント形成を図るなど、傘下の3つのスーパーマーケットの合計で年間7〜8店舗出店して京阪神間でのドミナント強化を進める方針を掲げていた。
その後、傘下の3つのブランドのスーパーマーケット事業の整理を行い、阪急オアシスを主力ブランド、阪急ファミリーストアを都心型の店舗に用いるブランドとして、阪急ニッショーストアのブランドを廃止する方針になり、同ブランドの店舗は阪急オアシスや阪急ファミリーストアへの転換が進められることになった。
また、2008年（平成20年）1月にプライベートブランドに関してバローと業務提携し、子会社の阪急フーズなども活用して価格訴求型のプライベートブランドハートフルデイズを同年9月27日から店頭に展開し始め、その後高価格帯のプライベートブランドプライムタイムの展開も始めて価格帯の異なる2ブランドを展開するなど新たな商品戦略も立上げていった。
2008年（平成20年）5月20日には阪食として始めた物件開発から行った初の店舗である阪急ファミリーストア今里店を開店するなど阪食がグループ全体を考慮した出店戦略も立ち上がっていった。

### スーパーマーケット事業の直営化
2008年（平成20年）10月1日に阪急オアシス、阪急ファミリーストア、阪急ニッショーストア、阪急フレッシュエールの計4社を吸収合併して事業会社となり、スーパーマーケットの運営を直接一括して行うようになった。
同年11月28日に合併後の初出店となる阪急ファミリーストア都島店を開店させて総店舗数を58店として新たな一歩を踏み出した。
阪急ニッショーストアのブランドを廃止して阪急オアシスや阪急ファミリーストアへの転換する方針に基いて店舗戦略が進められたため、2009年（平成21年）2月21日に阪急ファミリーストア東加賀屋店を開店した時点で14店となった阪急ファミリーストアが13店だった阪急ニッショーストアの店舗数を上回り、2010年（平成22年）2月2日に阪急ファミリーストア住吉店を開店した時点で阪急ニッショーストアの店舗数が3店に減少して阪急オアシスの44店と阪急ファミリーストア15店となるなど2ブランドへの集約化が進められていった。阪急ニッショーストアは2011年（平成23年）11月11日をもって消滅している。

### エイチ・ツー・オー リテイリングとしての事業展開
2008年（平成20年）10月1日付で阪神百貨店系だった株式会社ヘンゼルが喫茶・飲食店や社員食堂の運営を行う部門の統合により株式会社ヒューメックフーズ及び株式会社キャンティーンウエストと合併して株式会社ハートダイニングとなることに伴って同社のベーカリー事業を継承して新たにヘンゼルのブランドのベーカリー事業を子会社の阪急ベーカリーが継承し、御影クラッセの核テナントとして出店した阪神百貨店御影店はデパ地下形式の食品売場を持っていたが売上が低迷したため2009年（平成21年）8月5日に不振だった食品売り場の75%にあたる2,080m2を引き受けて阪急オアシス御影店を出店するなどエイチ・ツー・オー リテイリングの発足に伴って統合された阪神百貨店に関連する事業の展開を始めた。
2010年（平成22年）10月5日からは、エイチ・ツー・オーリテイリングのグループ内だけでなく、阪急阪神ホールディングス傘下の鉄道やホテルなどが個別に発行しているポイントカードのポイントを共通化して相互に利用可能にすると共に両グループ共通のポイントが付与されるクレジットカードの「STACIA（スタシア）カード」の導入も始めている。
また、2011年（平成23年）3月11日に発生した東日本大震災の義捐金募集の際にはそのポイントカードのポイントを義援金として寄付できるサービスを両グループが共同で行った。
2016年（平成28年）1月28日、エイチ・ツー・オー リテイリングはグループの再編を発表。同年4月1日付で阪食は株式移転により食品事業の持株会社となる株式会社エイチ・ツー・オー食品グループを設立。同年6月1日に、阪食は持株会社機能をエイチ・ツー・オー食品グループに会社分割して、スーパーマーケット経営を主とする企業となり、株式会社阪急オアシス（2代目）に商号変更した。

### 高質食品専門館の展開
2008年（平成20年）6月にプロジェクトを立ち上げて国内外の有力スーパーマーケットを視察して研究を重ね、「専門性」・「ライブ感」・「情報発信」の3つをコンセプトにした「高質食品専門館」は2009年（平成21年）7月に阪急オアシス千里中央店、同年8月に阪急オアシス御影店をプロトタイプとして開店させて事業展開を始め、プロトタイプとして出店した店舗が軌道に乗って新店はいずれも計画数値に対して2桁増で推移した。
そうした好成績を受けて2010年（平成22年）5月20日の阪急オアシス宝塚山手台店や同年4月1日の阪急オアシス山科店など新店舗として開店させると共に、同年7月1日に阪急オアシス南千里店、同年8月5日に阪急オアシス武庫之荘店、同年10月1日に阪急オアシス本山南店、同年10月9日に阪急オアシス日生中央店など既存店の改装による出店を含めて阪急オアシスのブランドで「高質食品専門館」の水平展開を図った。
更に、2010年（平成22年）11月2日に開店した阪急オアシス淡路店や2011年（平成23年）1月13日に改装の阪急オアシス宝塚店で「高質食品専門館」の小型店舗プロト化を図って、2012年（平成24年）2月1日に開店した阪急オアシス平野西店や2012年（平成24年）3月1日に開店した阪急オアシス野中北店などの競争の激しい大阪市内などに出店する都市型「高質食品専門館」の出店が進められるようになり、同年6月7日の阪急オアシス昭和町店や同年7月7日の阪急オアシス同心店、阪急オアシス野江店、阪急オアシスあべの店など阪急ファミリーストアを改装して阪急オアシスに転換して大阪市内でのドミナントを磐石にする戦略の展開が進められるようになり、阪急ファミリーストアのブランドも廃止された。

### 成長へ向けたセンターなど基盤の整備へ
高品質路線を支えるため産地直送の生鮮品や直輸入のグローサリーの取り扱いの拡大を進め、その一環として半加工品の開発や海外からの調達をマーチャダイジングの考えが似ている他社と共同で取り組み、品質を高いレベルで保ちながら商品を配送するため3温度帯での配送を可能にする総合物流センターの建設にも着手している。
こうした産地直送品調達体制強化の一環として2012年（平成24年）1月20日に長崎県とのパートナーシップ宣言調印を行い、長崎県産品の売上拡大を目的に包括的連携をして長崎県の生産現場と連携した共同開発や物産展と商談会の定期的な開催などで協力していくことになった。
乾物類製造の阪急フーズや米飯・惣菜製造の阪急デリカ、パン製造の阪急ベーカリーを傘下に持つことを活かして製造から販売までの垂直統合をして総菜やベーカリーを中心にSPA化を進めて生鮮で新しい切り口による加工度を高めた商材を提供するなど新たな商品の提案にも取り組んでいる。
また、専門性を追求していくための人材育成という課題に取り組むために2012年（平成24年）8月1日に肉や魚介類など処理やレジなどの技術研修だけでなく、実際の店頭と同じ什器を使って商品の陳列やポップなどの配置を含むビジュアルマーチャダイジング技術を学べる実習室を備えた阪食研修センターを大阪府豊中市の服部西店2階に開設した。
こうした基盤整備を行って高質食品専門館のレベルアップを進め、2012年（平成24年）以降は年間6〜7店と出店ペースを加速してドミナントを形成すると共に、商品の海外からの安定調達のための海外進出を基盤に海外出店も視野に入れた検討を始めている。

## 子会社
純粋持株会社から事業会社になった後も、下記の食品の製造や販売を行う子会社を有していた。現在は株式会社エイチ・ツー・オー食品グループの子会社となっている。
- 阪急デリカ - 弁当・すし・惣菜の製造や販売および製造受託や販売受託などを行っている。
- 阪急フーズ - 乾物の製造や販売などを行っている。
- 阪急ベーカリー - パンの製造や販売・卸売などを行っている。

なお、過去に子会社だった豆狸は、2012年（平成24年）4月1日付で阪急デリカと合併した。